# 돈 버지스
돈 마이클 버지스(영어: Don Michael Burgess, 1956년 5월 28일 ~ )는 미국의 영화 촬영 기사이다. 로버트 저메키스 감독의 영화 《포레스트 검프》(1994)로 아카데미 촬영상 후보에 올랐고, 이후 《콘택트》(1997), 《캐스트 어웨이》(2000), 《폴라 익스프레스》(2004), 《얼라이드》(2016)까지 저메키스의 작품 촬영을 담당했다. 이외에 알려진 촬영 작품으로는 샘 레이미 감독의 《스파이더맨》(2002), 조너선 모스토 감독의 《터미네이터 3: 라이즈 오브 더 머신》(2003), 케빈 리마 감독의 《마법에 걸린 사랑》(2007), 덩컨 존스 감독의 《소스 코드》(2011), 제임스 완의 《컨저링 2》(2016) 등이 있다.

## 연출 작품 목록

### 영화
| 연도 | 제목                              | 원제                               | 감독              | 비고                 |
| ---- | --------------------------------- | ---------------------------------- | ----------------- | -------------------- |
| 1980 | 러커스                            | Ruckus                             | 맥스 클레븐       |                      |
| 1987 | 게릴라                            | Death Before Dishonor              | 테리 레너드       |                      |
| 1987 | 여름 캠프의 악몽                  | Summer Camp Nightmare              | 버트 L. 드레이긴  |                      |
| 1988 | 거친 세상                         | World Gone Wild                    | 리 H. 캐친        |                      |
| 1989 | 마검의 심판자                     | Blind Fury                         | 필립 노이스       |                      |
| 1992 | 머니 머니                         | Mo' Money                          | 피터 맥도널드     |                      |
| 1993 | 우리 둘이 집 밖에                 | Josh and S.A.M.                    | 빌리 웨버         |                      |
| 1994 | 포레스트 검프                     | Forrest Gump                       | 로버트 저메키스   | 아카데미 촬영상 후보 |
| 1994 | 리치 리치                         | Richie Rich                        | 도널드 페트리     |                      |
| 1995 | 파리가 당신을 부를 때             | Forget Paris                       | 빌리 크리스털     |                      |
| 1996 | 애정의 조건 2                     | The Evening Star                   | 로버트 할링       |                      |
| 1997 | 콘택트                            | Contact                            | 로버트 저메키스   |                      |
| 2000 | 왓 라이즈 비니스                  | What Lies Beneath                  | 로버트 저메키스   |                      |
| 2000 | 캐스트 어웨이                     | Cast Away                          | 로버트 저메키스   |                      |
| 2002 | 스파이더맨                        | Spider-Man                         | 샘 레이미         |                      |
| 2003 | 터미네이터 3: 라이즈 오브 더 머신 | Terminator 3: Rise of the Machines | 조너선 모스토     |                      |
| 2003 | 라디오                            | Radio                              | 마이크 톨린       |                      |
| 2004 | 완벽한 그녀에게 딱 한가지 없는 것 | 13 Going on 30                     | 게리 위닉         |                      |
| 2004 | 폴라 익스프레스                   | The Polar Express                  | 로버트 저메키스   |                      |
| 2004 | 크리스마스 건너뛰기               | Christmas with the Kranks          | 조 로스           |                      |
| 2006 | 에이트 빌로우                     | Eight Below                        | 프랭크 마셜       |                      |
| 2006 | 겁나는 여친의 완벽한 비밀         | My Super Ex-Girlfriend             | 아이번 라이트먼   |                      |
| 2007 | 마법에 걸린 사람                  | Enchanted                          | 케빈 리마         |                      |
| 2008 | 사랑보다 황금                     | Fool's Gold                        | 앤디 테넌트       |                      |
| 2009 | 다락방의 외계인                   | Aliens in the Attic                | 존 슐츠           |                      |
| 2010 | 일라이                            | The Book of Eli                    | 휴스 형제         |                      |
| 2011 | 소스 코드                         | Source Code                        | 덩컨 존스         |                      |
| 2011 | 프리스트                          | Priest                             | 스콧 스튜어트     |                      |
| 2011 | 머펫 대소동                       | The Muppets                        | 존 보빈           |                      |
| 2012 | 플라이트                          | Flight                             | 로버트 저메키스   |                      |
| 2013 | 42                                | 42                                 | 브라이언 헬걸런드 |                      |
| 2014 | 머펫 모스트 원티드                | Muppets Most Wanted                | 제임스 보빈       |                      |
| 2016 | 컨저링 2                          | The Conjuring 2                    | 제임스 완         |                      |
| 2016 | 얼라이드                          | Allied                             | 로버트 저메키스   |                      |
| 2017 | 몬스터 트럭                       | Monster Trucks                     | 크리스 웨지       |                      |
| 2017 |                                   | Same Kind of Different as Me       | 마이클 카니       |                      |
| 2017 | 원더                              | Wonder                             | 스티븐 슈보스키   |                      |
| 2020 | 크리스마스 연대기: 두 번째 이야기 | The Christmas Chronicles 2         | 크리스 콜럼버스   |                      |